# Дьюриа, Дэн
Дэн Дьюриа (англ. Dan Duryea; 23 января 1907 — 7 июня 1968) — американский характерный актёр, известный своими, главным образом, отрицательными ролями в кино, театре и на телевидении в 1940-60-е годы.
«Многогранный характерный актёр на протяжении 20 лет, Дэн Дьюриа доказал, что по крайней мере в кинобизнесе, плохие парни иногда оказывались первыми… Дьюриа был тем редким экранным подлецом, который мог очаровать аудиторию, даже несмотря на преступность своих действий». Дьюриа был тем человеком, «на которого шли в кино и любили его ненавидеть. Его насмешливая, намеренно дразнящая манера вести себя и рычащее низкие, гнусавые интонации выделяли актёра среди аналогичных подонков 1940-50-х годов».
Начиная со своего первого фильма «Лисички» (1941), высокий и худой Дьюриа стал пробуждать у зрителя злорадное наслаждение, особенно, в фильмах-нуар, мелодрамах и вестернах. Дьюриа был одним из «самых известных и наиболее впечатляющих кинозлодеев в первые послевоенные годы, специализируясь на действительно неприятных личностях без малейшей доли моральных приличий в таких популярных фильмах, как „С огоньком“ (1941), „И пришёл Джонс“ (1945), „Винчестер ‘73“ (1950) и классических нуарах», таких как «Женщина в окне» (1944), «Улица греха» (1945) и «Крест-накрест» (1949). На протяжении десятилетия он вдохнул жизнь в серию крупных и малых персонажей, что в конце 1940-х и начале 1950-х годов продвинуло его из характерных в ведущие актёры. В конце 1950-х годов Дьюриа вернулся к характерным ролям, «сыграв более уравновешенных, но всё ещё глубоко травмированных персонажей в фильмах „Взломщик“ (1957) и „Полёт Феникса“ (1965) Роберта Олдрича, который снял Дьюриа в нескольких своих работах».

## Биография

### Ранние годы
Дэн Дьюриа родился 23 января 1907 года в городе Уайт-Плейнс, штат Нью-Йорк, в семье торговца текстилем. С раннего возраста проявляя интерес к актёрской игре, он стал членом школьного драматического кружка в родном городе и собирался избрать актёрскую карьеру. Он был достаточно красив, чтобы получать главные роли в школьных постановках.
Поступив в Корнеллский университет, Дьюриа решил специализироваться на английском языке. Продолжая занятия театром, он стал президентом университетского Драматического общества, сменив на этом посту Франшо Тоуна.
После окончания университета в 1928 году, Дьюриа уступил желанию родителей и избрал более стабильную карьеру, поступив на работу в рекламное агентство, где отработал шесть лет. Однако неистовый темп в такой конкурентной области, как рекламный бизнес неожиданно привёл Дьюриа к небольшому сердечному приступу, когда ему было под 30 лет. Врачи посоветовали ему избрать менее напряжённую сферу деятельности, чем рекламный бизнес, и он решил вернуться к актёрской игре.

### Театральная карьера: 1934—1941
В 1934 году, отыграв сезон в летнем театре, Дьюриа стал искать театральные роли на Бродвее. В 1935 году он связался со своим бывшим одноклассником, драматургом Сидни Кингсли, который дебютировал на Бродвее с пьесой «Тупик». Дьюриа удалось получить эпизодическую роль в этой постановке, а затем добиться и более значимой роли в этой пьесе на весь сезон
После этого он энергично взялся «за своего первого подонка из вестерна», «грязного маленького труса», который застрелил Джессе Джеймса, в недолговременной бродвейской постановке «Легенда Миссури» (1938). Гнусный, но каким-то образом симпатичный в своём вероломстве персонаж Дьюриа обратил на себя внимание. Продюсер и режиссёр Херман Шамлин был покорён способностью Дьюриа делать даже самую противную роль увлекательной, и дал ему роль слабовольного хнычущего Лео Хаббрада в постановке «Лисички» (1939) по пьесе Лилиан Хеллман. Отыграв эту роль на протяжении полного бродвейского сезона, Дьюриа отправился с ней на общенациональные гастроли.
Когда голливудский продюсер Сэмюэл Голдвин решил поставить фильм «Лисички» (1941) с Бетт Дейвис в главной роли, для съёмок в нём были приглашены многие актёры из бродвейского спектакля, большинство из которых, включая Дьюриа, были дебютантами в Голливуде. Фильм был высоко оценён критикой и хорошо принят публикой, а Дьюри удачно сыграл «гнусного и алчного племянника, который легко продаст за копейки собственную мать». Эта роль положила начало длительной и успешной кинокарьере Дьюриа.

### Карьера в кино в 1940-е годы
Бродвей остался для Дьюриа в прошлом, и в 1940-е годы он окончательно перешёл в кино. Почти мгновенно Дьюриа стал мастером ролей злодеев второго плана в вестернах и криминальных картинах. «Высокий и тонкий, он обладал зловещим блеском в глазах и наглостью, которая часто приобретала форму насмешки, прежде чем дать выход фальшивому гоготу — иными словами, идеальным психологическим гримом для исполнения ролей воров, бандитов, сутенёров, дешёвых преступников и прочих несимпатичных личностей, которые наслаждаются непродолжительной удачей, прежде чем прийти к своему во многом заслуженному, часто жестокому концу». «Он редко ступал на территорию „приятного парня“, а публика наслаждалась его постоянной низостью и нетерпеливым ожиданием того, как его персонаж получит своё заслуженное наказание к концу плёнки, либо пистолетным выстрелом, ядом или на электрическом стуле».
В первое десятилетие своей кинокарьеры Дьюриа играл главным образом роли второго плана, в частности, в трёх фильмах с участием Гэри Купера: бандита — в эксцентрической комедии «С огоньком» (1941), ехидного журналиста — в спортивно-биографической драме «Гордость янки» (1941) и «вооружённого бандита, который палит в его сторону» — в вестерне «И пришёл Джонс» (1945).
В 1943 году Дьюриа сыграл героическую роль члена экипажа танка под командованием Хамфри Богарта в военной приключенческой драме «Сахара». В 1944 году вновь сыграл с Гэри Купером в тяжёлой психологической драме Клиффорда Одетса «Нет, только тот, кто знал», принесшей её создателям несколько номинаций на Оскар.
В фильме нуар Фритца Ланга «Министерство страха» (1943) Дьюриа сыграл действующего в Лондоне вражеского шпиона. Затем Дьюриа исполнил значимые роли злодеев ещё в двух в «мрачных восхитительных фильмах нуар» Ланга с Эдвардом Робинсоном и Джоан Беннетт — «Женщина в окне» (1944) и «Улица греха» (1945). В первом из них он сыграл шантажиста, а во втором — мелкого бандита и сутенёра.
В мелодраме с участием Грегори Пека «Долина решимости» (1945) Дьюриа сыграл прямолинейного и недальновидного наследника сталелитейного завода в Питтсбурге в конце XIX века. В криминальной драме «Главная улица в темноте» (1945) он был карманником, обворовывающим возвращающихся с фронта солдат, в фильме-нуар «Великий Фламарион» (1945) — пьющим ассистентом циркового снайпера, а в фильме-нуар «Леди в поезде» (1945) — членом богатого преступного семейства, ведущим слежку за героиней Дины Дурбин.
К 1946 году Дьюриа уже прочно утвердился как один из самых популярных характерных актёров кино, свидетельством чего стало включение его в список десяти самых многообещающих звёзд дня по опросу профессионального издания «Моушен Пикчер Хералд», заняв в нём восьмое место, и опередив, в частности, Роберта Митчема. В конце 1940-х годов Дьюриа подписал выгодный контракт со студией «Юнивёрсал», который обеспечил ему не только финансовую стабильность, но также и право параллельно работать на других студиях, однако этот период характеризовался и спадом качества фильмов, в которых играл Дьюриа.
Дьюриа стал играть главные роли, порой положительных героев, в частности, дворецкого в легковесной комедии «Белый галстук и фалды» (1946), «где его, однако, затмили Элла Рейнс и Уильям Бендикс».
В добротном фильме нуар «Чёрный ангел» (1946) он сыграл главную роль симпатичного композитора-алкоголика с глубоко скрытыми пороками, а в вестерне «Чёрный Барт» (1948) — реальную историческую фигуру, знаменитого бандита с Дикого Запада. Довольно второсортным вестерном был и «Речная леди» (1948), в котором Дьюриа сыграл напористого предпринимателя, а его партнёршей по фильму была Ивонн де Карло.
Девиз Дьюриа звучал так: «Став негодяем, быть негодяем всегда». Самые лучшие его роли по-прежнему оказывались ролями злодеев второго плана. Он вернул свой отвратительный образ качественным исполнением ролей Оскара Хаббарда в приквеле «Лисичек», драме «За лесом» (1948), гангстера в фильмах нуар «Крест-накрест» (1949) с Бертом Ланкастером и Ивонн де Карло, а также отвратительного бандита в вестерне «Винчестер ‘73» (1950). В этот период он сыграл заметные роли в целой серии фильмов нуар: гангстера — в «Краже» (1948), мошенника со страховками — в «Слишком поздно для слёз» (1949), заключённого, который соглашается помочь полиции в борьбе с сетью наркоторговцев — в «Джонни-стукач» (1949), босса банды грабителей — в «Дороге с односторонним движением» (1950) и аморального газетного репортёра — в «Криминальной истории» (1950).

### Карьера в кино и на телевидении в 1950-е годы
К 1950-м годам Дьюриа всё чаще стал играть роли героев в средних и низкобюджетных приключенческих картинах. Большинство фильмов Дьюриа этого периода оценивалось как средние. Наиболее симпатичные роли он сыграл отца-алкоголика в психологической драме «Звонок из Чикаго» (1951), боевого товарища Джеймса Стюарта, вместе с которым планирует заняться нефтедобычей в Мексиканском заливе, в драме «Грозовой залив» (1953), сержанта на Корейской войне в драме «Боевой гимн» (1957) и агента по связям с общественностью в комедии «Кэти О’» (1958).
В 1952-54 годах он играл главную роль жуликоватого солдата удачи в телесериалах «Чайна Смит» (26 серий) и «Новые приключения Чайны Смита» (26 серий), действие которых происходит в Сингапуре. Большая часть актёрского состава и творческой группы этого телесериала была затем задействована в фильме нуар Роберта Олдрича «Мир за выкуп» (1954), в котором Дьюриа сыграл частного детектива в Сингапуре, который ищет пропавшего учёного-ядерщика.
Во второй половине 1950-х годов Дьюриа работал главным образом на телевидении, замечательно сыграв в фильме «Мистер Дентон и конец света» (1959) фантастического телесериала «Сумеречная зона» и в семи фильмах вестерн-сериала «Караван повозок» (1957—1965). В 1957 году он получил номинацию на «Эмми» за редкую для себя роль одного из «хороших парней» в фильме телесериала «Театр Дженерал Электрик» (1953).
Он продолжал регулярно работать в большом кино, главным образом, в фильмах категории В. Некоторые из этих фильмов имели своих поклонников, особенно «Взломщик» (1957), поздний нуар, в котором он в роли профессионального и умного вора с принципами противостоит своим аморальным партнёрам.

### Карьера в кино и на телевидении в 1960-е годы
Одной из последних достойных ролей актёра в крупнобюджетой картине стала положительная роль мягкого и скучного бухгалтера нефтяной компании, раскрывающего в себе внутренние резервы отваги, в приключенческой драме Роберта Олдрича «Полёт Феникса» (1965).
В конце карьеры Дьюриа редко получал работу и даже отправился за рубеж, чтобы сыграть в европейских низкобюджетных фильмах, включая спагетти-вестерны. Он сыграл в ряде зарубежных картин, таких как итальянский вестерн «Доллары текут рекой» (1966) и немецкий шпионский триллер «Пять золотых драконов» (1967).
В 1960-е годы телевидение стало главным местом его работы. Он сыграл в эпизодах таких популярных телесериалов-вестернов, как «Ларами» (1959-61, 3 серии), «Сыромятная кожа» (1959-63, 3 серии) и «Бонанза» (1960-64, 2 серии), драме «Шоссе 66» (1961-63, 2 серии). В 1967 году он появился в «Винчестере ‘73» (1967), сделанном для телевидения римейке одноимённого популярного вестерна 1950 года. В 1967-68 годах он сыграл роль сомнительного проходимца в 59 сериях популярной вечерней мыльной оперы «Пейтон плейс».
Последний раз Дьюриа появился на экране в фантастическом приключенческом триллере «Бамбуковая летающая тарелка» (1968).

## Личная жизнь
Кинематографическая репутация Дьюриа как мерзавца не имела ничего общего с его личной жизнью. Женившись в 1932 году, он прожил с женой всю жизнь, и считался семейным человеком, работал руководителем группы бойскаутов и участвовал в родительской деятельности в школе. У него было двое детей. Один из них, Питер, был актёром на протяжении 1960-х годов, сыграв вместе с отцом в двух вестернах, «Таггарт» (1964) и «Охотник за головами» (1965). Его второй сын стал артистическим агентом.
Дьюриа умер скоропостижно от рака 7 июня 1968 года в возрасте 61 года, вскоре после операции по удалению опухоли.

## Фильмография
- 1941 — Лисички / The Little Foxes — Лео Хаббард
- 1941 — С огоньком / Ball of Fire — Дьюк Пестрами
- 1942 — Гордость янки / The Pride of the Yankees — Хэн Хэннеман
- 1942 — Другая женщина / That Other Woman — Ральф Кобб
- 1943 — Сахара / Sahara — Джимми Дойл
- 1943 — Министерство страха / Ministry of Fear — Кост / Портной Трэверс
- 1944 — Человек из Фриско / Man from Frisco — Джим Бенсон
- 1944 — Миссис Паркингтон / Mrs. Parkington — Джек Стилэм
- 1944 — Нет, только тот, кто знал / None But the Lonely Heart — Лью Тейт
- 1944 — Женщина в окне / The Woman in the Window — Хейдт / Тим, швейцар
- 1945 — Главная улица в темноте / Main Street After Dark — Поузи Дибсон
- 1945 — Великий Фламарион /The Great Flamarion — Эл Уоллес
- 1945 — Долина решимости / The Valley of Decision — Уильям Скотт, мл.
- 1945 — И пришёл Джонс / Along Came Jones — Монте Джеррад
- 1945 — Леди в поезде / Lady on a Train — Арнольд Уэринг
- 1945 — Улица греха / Scarlet Street — Джонни Принс
- 1946 — Чёрный ангел / Black Angel — Мартин Блэр
- 1946 — Белый галстук и фалды / White Tie and Tails — Чарльз Дюмонт
- 1948 — Чёрный Барт / Black Bart — Чарльз Е. Боулс / Чёрный Барт
- 1948 — За лесами / Another Part of the Forest — Оскар Хаббарт
- 1948 — Речная леди / River Lady — Бовэ
- 1948 — Кража / Larceny — Силки Рэндалл
- 1949 — Крест-накрест / Criss Cross — Слим Данди
- 1949 — Жестокое обращение / Manhandled — Карл Бенсон
- 1949 — Слишком поздно для слёз / Too Late for Tears — Дэнни Фуллер
- 1949 — Джонни-стукач / Johnny Stool Pigeon — Джонни Эванс
- 1950 — Дорога с односторонним движением / One Way Street — Джон Уилер
- 1950 — Винчестер '73 / Winchester '73 — Вако Джонни Дин
- 1950 — Криминальная история / The Underworld Story — Майк Риз
- 1951 — Эл Дженнингс из Оклахмы / Al Jennings of Oklahoma — Эл Дженнингс
- 1951 — Звонок из Чикаго / Chicago Calling — Уильям Р. Кэннон
- 1953 — 36 часов / 36 Hours — майор Билл Роджерс
- 1953 — Грозовой залив / Thunder Bay — Джонни Гэмби
- 1953 — Небесный коммандос / Sky Commando — Полковник Эд Уайетт
- 1954 — В Ларамию по рельсам / Rails Into Laramie — Джим Шэнесси
- 1954 — Держись подальше от Диабло / Ride Clear of Diablo — Уитни Кинкейд
- 1954 — Мир за выкуп / World for Ransom — Майк Каллахан / Корриган
- 1954 — Серебряная жила / Silver Lode — Нед Маккарти
- 1954 — Это моя любовь / This Is My Love — Мюррей Майер
- 1955 — Фосфоресцирующий свет / Foxfire — Хью Слейтер
- 1955 — Мародёры / The Marauders — Эйвери
- 1955 — Страх бури / Storm Fear — Фред
- 1957 — Боевой гимн / Battle Hymn — сержант Херман
- 1957 — Взломщик / The Burglar — Нэт Хэрбин
- 1957 — Опасный перегон / Night Passage — Уитни Хэрбин
- 1957 — Убийство на Десятой авеню / Slaughter on Tenth Avenue — Джон Джеёкоб Мастерс
- 1958 — Кэти О’ / Kathy O' — Гарри Джонсон
- 1960 — Платиновая школа / Platinum High School — майор Редферн Келли
- 1962 — Шесть чёрных скакунов / Six Black Horses — Фрэнк Джесс
- 1964 — Он сидит высоко / He Rides Tall — Барт Торн
- 1964 — Ты знаешь этот голос? / Do You Know This Voice? — Джон Хопта
- 1964 — Таггарт / Taggart — Джей Джейсон
- 1965 — Полет Феникса / The Flight of the Phoenix — Стэндиш
- 1965 — Хождение по канату / Walk a Tightrope — Карл Лтачер
- 1965 — Охотник за головами / The Bounty Killer — Вилли Даггэн
- 1966 — Доллары текут рекой / Un fiume di dollari — полковник Вини Гетц
- 1966 — Инцидент на Фантом-хилл / Incident at Phantom Hill — Джозеф Генри «Джо» Барлоу
- 1967 — Пять золотых драконов / Five Golden Dragons — Дракон #1
- 1968 — Бамбуковая летающая тарелка / The Bamboo Saucer — Хэнк Питерс